# Tarxientemplen

Kommunen Ħal Tarxiens läge på Malta.

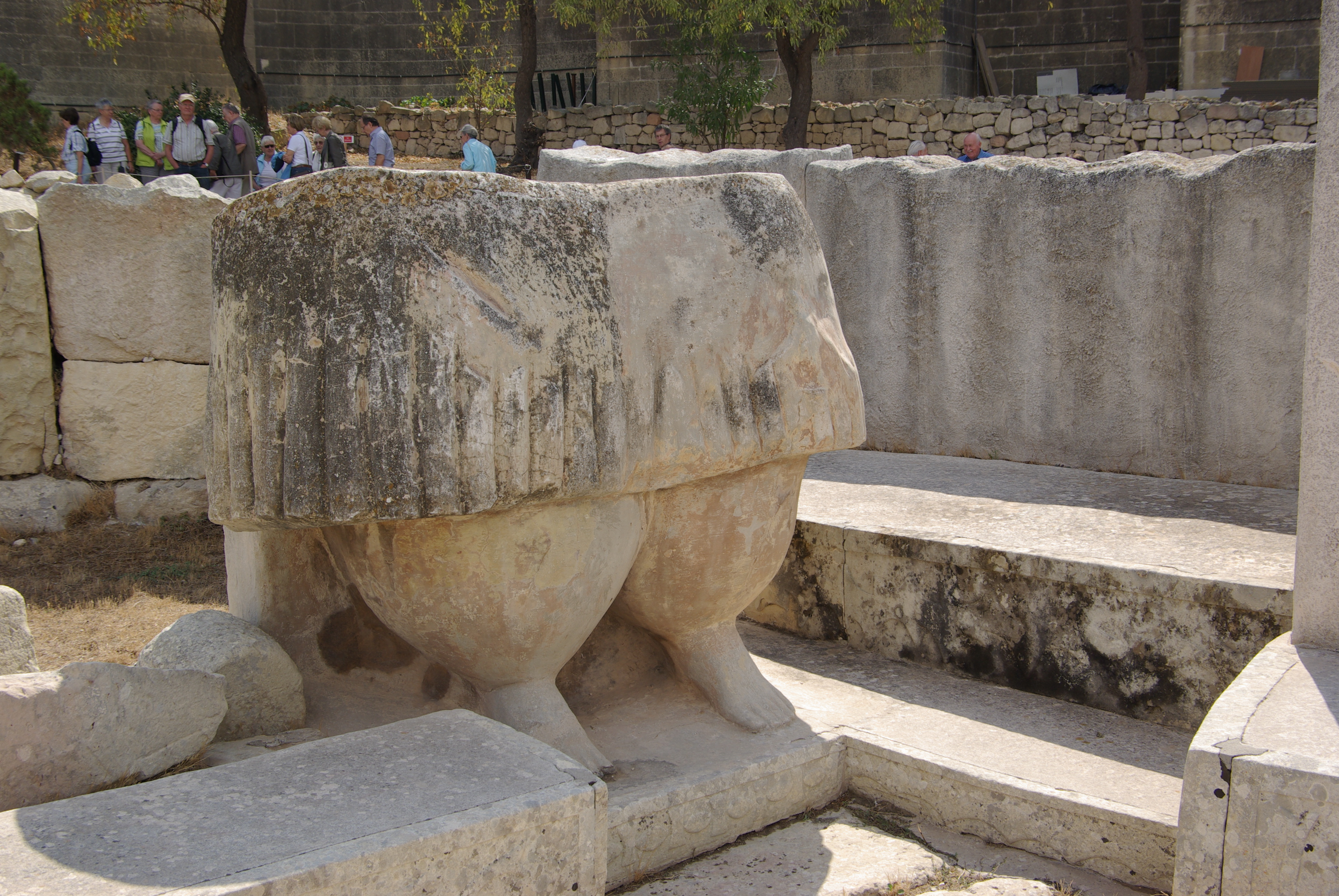
Kopia av en skulptur i ett av templen. Originalet finns bevarat på Arkeologiska nationalmuseet i Maltas huvudstad Valletta.

Tarxientemplen är ett område i staden Ħal Tarxien (ofta kallad Tarxien, vilket är dess engelska namn) på sydöstra Malta där tre av landets mest välbevarade neolitiska tempel ligger. Templen utgör tillsammans med sju stycken andra megalittempel på ön ett av Unescos världsarv.